# バナナマンとブラックマヨネーズのにんげんだもの
『バナナマンとブラックマヨネーズのにんげんだもの』は、TBS系列の深夜で放送されたバラエティ番組・単発番組である。

## 出演者
- バナナマン（設楽統、日村勇紀）
- ブラックマヨネーズ（小杉竜一、吉田敬）
- 蛭子能収
- 大久保佳代子
- 尾形貴弘（パンサー）
- 尾木直樹
- おのののか
- 三宅健（V6）

## ネット局
| 放送対象地域 | 放送局           | 系列    | 放送日時                     | 遅れ日数   |
| ------------ | ---------------- | ------- | ---------------------------- | ---------- |
| 近畿広域圏   | 毎日放送（MBS）  | TBS系列 | 2014年12月26日 23:59 - 24:59 | 制作局     |
| 関東広域圏   | TBSテレビ（TBS） | TBS系列 | 2014年12月26日 23:59 - 24:59 | 同時ネット |

## 主なスタッフ
- 編成企画：山田陽輔（MBS）
- ナレーション：鈴木福（にんげんくん）、松本考平
- 構成：永井ふわふわ/堀田延
- TD：佐々木信一
- SW：岡田和美
- CAM：夏目利夫
- VE：大橋楓
- AUD：久馬邦一
- LD：鈴木道隆
- マルチ：大高貢
- 美術プロデューサー：吉田敬
- 美術デザイン：坪田幸之
- 美術進行：三上貴子
- メイク：仲田須加、井生香菜子
- TK：後藤有紀
- 編集：生駒良太、椿信人
- MA：村田祐一
- 音響効果：小田切暁
- CG・イラスト：HORSTON
- リサーチ：ジーワン
- 宣伝：諸冨洋史（MBS）
- 技術協力：共同テレビジョン、共立ライティング、MCRAY、マルチバックス
- 美術協力：フジアール
- 協力プロデューサー：松本彩夏（イースト・エンタテインメント）
- AD：渡辺さくら、飯高未来、川合由起
- AP：磯崎千絵
- ディレクター：久保田集、山本慶太、大野寿之
- 演出：長島翔
- プロデューサー：天鷲裕到（MBS）、鈴木康祝（イースト・エンタテインメント）
- 制作協力：イースト・エンタテインメント
- 製作・著作：MBS